# The Chrysanthemums
The Chrysanthemums sono un gruppo pop psichedelico inglese formatosi nel 1987.
Vengono considerati una band di culto per il loro stile musicale che fonde elementi del pop britannico, psichedelia e sperimentazione.

## Storia
Il gruppo è nato su iniziativa di Terry Burrows (sotto lo pseudonimo di Yukio Yung) e Alan Jenkins, già leader dei The Deep Freeze Mice. Si aggiunsero successivamente Vladimir Zajkowiecz al basso, Robyn Gibson alla batteria e Jonathan Lemon alle tastiere.
La loro musica era un misto di pop psichedelico, punk e rock progressivo mentre l'ispirazione dei testi proveniva da artisti britannici come Ray Davies e Syd Barrett.
Il gruppo si sciolse nella metà degli anni novanta, Burrows e Zajkowiecz formarono con Andy Ward (già batterista dei Camel) i Chrys&themums, progetto che portò alla pubblicazione del solo omonimo album.
In seguito Burrows continuò per una lunga carriera solista, Jenkins formò dapprima i The Creams ed in seguito il progetto strumentale The Thurston Lava Tube.
Nel 2022 si sono riuniti ed hanno pubblicato un nuovo album Decoy for a Dognapper!.

## Discografia

### Album in studio
- 1987 - Is That A Fish On Your Shoulder Or Are You Just Pleased To See Me?
- 1988 - Little Flecks Of Foam Around Barking
- 1990 - Picasso's Problem/Live at London Palladium
- 1992 - Odessey and Oracle
- 1997 - The Baby's Head (come Chrys&themums)
- 2022 - Decoy for a Dognapper!

### Album dal vivo
- 1995 - The Chrysanthemums Go Germany: Insekt Insekt
- 1995 - The Chrysanthemums Go Germany: Two Thirty-Gallon Drums of Banana Puree (edizione in vinile del precedente con scaletta diversa)

### Singoli
- 1987 - Mouth Pain
- 1988 - The **** Sessions
- 1991 - Porcupine Quills
- 1997 - A Thousand Tiny Pieces (come Chrys&themums)